# Cyathea extensa
Cyathea extensa là một loài dương xỉ trong họ Cyatheaceae. Loài này được Sw. mô tả khoa học đầu tiên năm 1802.
Danh pháp khoa học của loài này chưa được làm sáng tỏ. 